# تاتیانا حارب
تاتیانا حارب (اوکراینی: Тетяна Горб؛ زادهٔ ۱۸ ژانویهٔ ۱۹۶۵) بازیکن هندبال اهل اوکراین است.